# Royal College of Music

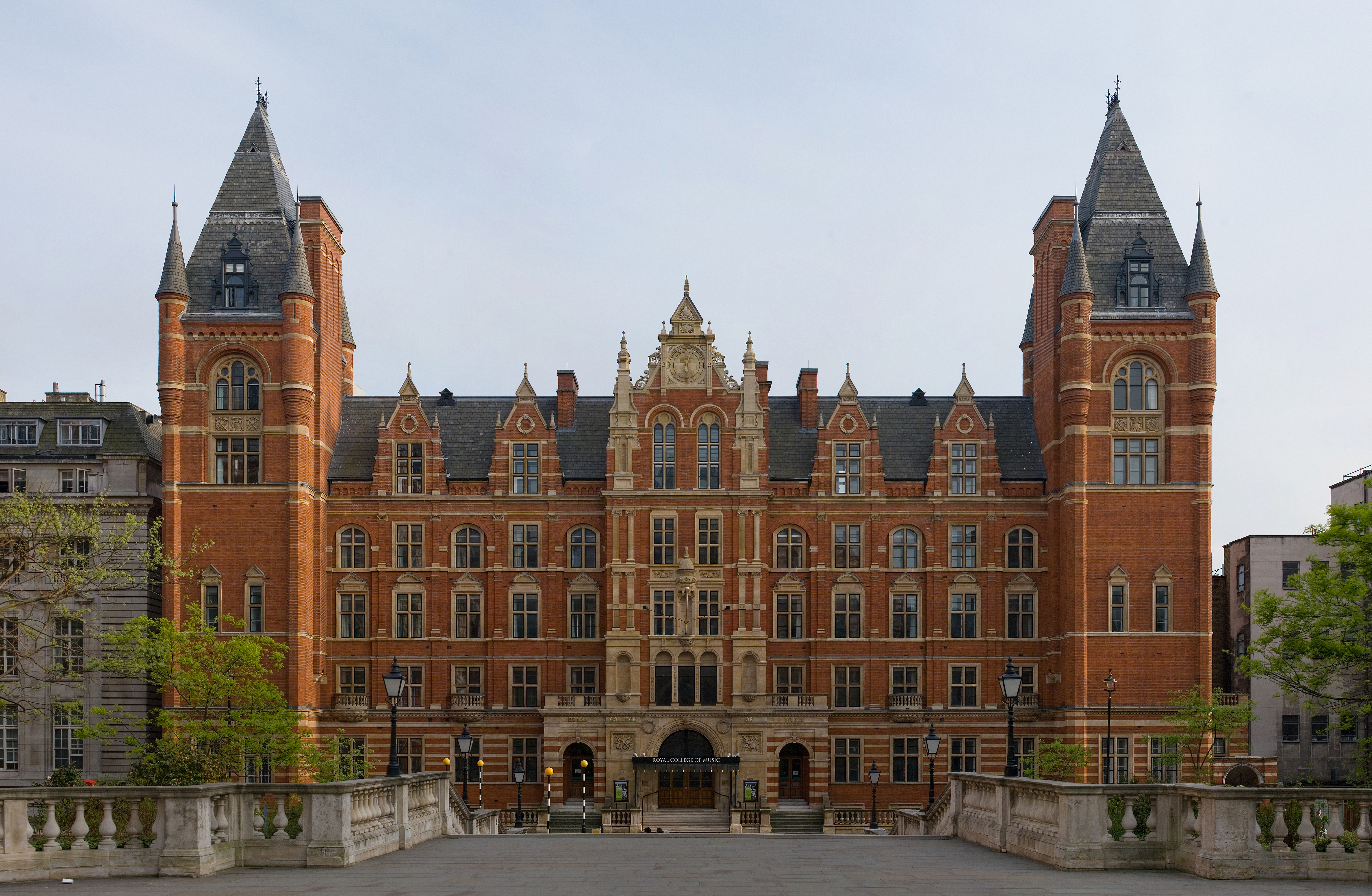
Frontfassade des RCM

Das Royal College of Music (RCM) ist eine renommierte Musikhochschule in Kensington, London.

## Geschichte und Aufgaben
1882 in Nachfolge der National Training School for Music vom damaligen Prince of Wales (später Eduard VII.) gegründet, wurde die Hochschule 1883 eröffnet, mit George Grove als ihrem Leiter. Eine Gesangslehrerin der ersten Stunde (bis 1886) war die in ganz Europa und Amerika berühmte „schwedische Nachtigall“ Jenny Lind. 1894 zog die Hochschule zu ihrer gegenwärtigen Adresse im Albertopolis-Kulturviertel um, wo sie benachbart zum Imperial College, London gegenüber der Royal Albert Hall liegt. Im gleichen Jahr übernahm Hubert Parry die Leitung und behielt diese bis 1918 bei.
Die Musikhochschule lehrt alle Inhalte der westlichen klassischen Musik, vom Studenten- bis zum Doktorgrad.
Das College umfasst auch ein Junior Department mit mehr als 300 Schülern zwischen 10 und 18 Jahren, die dort sämtliche Instrumente, Gesang, Komposition und Aufführungspraxis in Ensembles und Orchestern erlernen können. Eine Summer School findet ebenfalls jährlich für 30 junge Musiker aus dem Vereinigten Königreich statt. Es gibt Pläne, deren Umfang zu vergrößern.
Wie die Royal Academy of Music, das Royal Conservatoire of Scotland und das Royal Northern College of Music gehört das RCM dem Associated Board of the Royal Schools of Music (ABRSM) an, dem weltweit führenden Institut für Musikerprüfungen.

## Professoren und Dozenten
- Henry Holst, Violine
- Gemma Rosefield, Cello
- Jeremy West, Zinkenist

## Bekannte Studenten
- Agnes Elisabeth Overbeck (1870–1919), Pianistin
- Ralph Vaughan Williams (1872–1958), Komponist
- Gustav Holst (1874–1934), Komponist
- William Hurlstone (1876–1906), Komponist
- Thomas Dunhill (1877–1946), Komponist
- Leopold Stokowski (1882–1977), Dirigent
- George Butterworth (1885–1916), Komponist
- Arthur Bliss (1891–1975), Komponist
- Eugène Aynsley Goossens (1893–1962), Dirigent
- Noel Gay (1898–1954), Liedkomponist
- Constant Lambert (1905–1951), Komponist
- Michael Tippett (1905–1998), Komponist
- Marjorie Westbury (1905–1989), Sängerin
- Peter Pears (1910–1986), Sänger
- Benjamin Britten (1913–1976), Komponist
- Charles Groves (1915–1992), Dirigent
- Joan Dickson (1921–1994), Cellistin
- Neville Marriner (1924–2016), Dirigent
- Joseph Horovitz (1926–2022), Komponist und Dirigent
- Gervase de Peyer (1926–2017), Klarinettist und Dirigent
- Joan Sutherland (1926–2010), Sängerin
- Colin Davis (1927–2013), Dirigent
- William Waterhouse (1931–2007), Fagottist und Musikwissenschaftler
- Julian Bream (1933–2020), Gitarrist und Lautenist
- Alan Ridout (1934–1996), Komponist
- Colin Mawby (1936–2019), Organist und Komponist
- James Galway (* 1939), Flötist
- John Williams (* 1941), Gitarrist
- Thomas Allen (* 1944), Sänger
- Andrew Davis (1944–2024), Dirigent
- John Lill (* 1944), Pianist
- Michael Nyman (* 1944), Komponist
- David Helfgott (* 1947), Pianist
- David M. Patrick (* 1947), Organist
- Andrew Lloyd Webber (* 1948), Komponist
- Roland Wilson (* 1951), Zinkenist und Dirigent
- Malcolm Archer (* 1952), Organist, Chorleiter und Komponist
- James Horner (1953–2015), Komponist
- Alexander Baillie (* 1956), Cellist
- Paul Schwartz (* 1956), Musikproduzent, Komponist, Dirigent und Pianist
- Surendran Reddy (1962–2010), Komponist und Pianist
- Claude Chalhoub (* 1974), Cellist und Komponist
- Mica Penniman (aka Mika) (* 1983), Sänger und Songwriter
- Olga Jegunova (* 1984), Pianistin
- Anna Fedorova (* 1990), Pianistin
- Lauren Francis, Sopranistin

## Instrumentenmuseum
Das Musikinstrumentenmuseum des Colleges besitzt eine Sammlung von 800 Exponaten, hauptsächlich aus dem westlichen Kulturkreis, aber auch manche aus Afrika oder Asien. Das Museum ist in einem speziell für diesen Zweck errichteten Gebäude von 1970 untergebracht. Die Sammlung beinhaltet mehr als ein Dutzend Stradivari-Geigen. Es ist für die Öffentlichkeit zugänglich.

## Weitere Sammlungen
Die Ausleihe- und Präsenzbestände umfassen mehrere hunderttausend Einzelstücke, darunter zahlreiche Manuskripte, auch von Komponisten wie Mozart oder Haydn, und auch zahlreiche Briefe, einschließlich einer größeren Beethoven-Sammlung. Weiterhin gibt es zehntausende musikalischer Erstdrucke. Die modernen Drucke sind ausleihbar, soweit sie nicht vom College benötigt werden. Hinzu kommen tausende von Aufnahmen und eine ausgedehnte Bibliothek mit mehreren hundert Musikzeitschriften.
Die Abteilung Portraits und Aufführungsgeschichte besitzt eine Sammlung von 340 Originalportraits und 10.000 Drucken und Fotografien; eine Sammlung von 600.000 Konzertprogrammen von 1720 bis zur Gegenwart; und umfangreiche Belegstücke aus den Bereichen Oper, Instrumente, Titelblatt und Konzertsaal-Design.

## Verkehrsanbindung
Die nächstgelegene Station der London Underground ist South Kensington.